# The Gift (banda)
The Gift es una banda de rock alternativo portuguesa, formada en 1994. Han publicado cinco álbumes hasta la fecha. En 2005 ganaron el premio MTV Europe Music Awards (EMAs) al mejor artista portugués.

## Biografía
Formada en 1994, la banda The Gift era inicialmente un proyecto de Dead Souls, una banda de Nuno Gonçalves y Miguel Ribeiro. La evolución de un proyecto al otro fue natural, cuando comenzaron a notar que el sonido de Dead Souls estaba limitado por su instrumentación (guitarra, tambores y graves) y quisieron experimentar con sonidos nuevos y explorar caminos musicales nuevos.
En septiembre de 1994, Sónia Tavares, Nuno y John Gonçalves, Miguel Ribeiro y Ricardo Braga se apuntaron al Bar Ben Music Competition en Alcobaza y lograron el segundo puesto, tras la sorpresa de los asistentes dada la corta vida de la banda.
La banda actuó por primera vez en el Monasterio de Alcobaza en julio de 1995. Más adelante lo hizo en el Belém Cultural Centre (Lisboa) en septiembre de 1996 y el Labirintho Bar (Porto) en noviembre de 1996.
The Gift ideó su primer disco con la intención de usarlo como una demostración para los medios y los sellos discográficos. A partir de este esfuerzo, nació "Digital Atmosphere", un CD de seis pistas mejorado con entrevistas y vídeos, grabados en casa, pero no disponible en las tiendas. En 1997 la banda salió a la calle, tocando en más de 30 teatros (en muchos de los cuales agotaron las entradas) y lanzó vídeo al final de la gira en el Centro Cultural de Belém y los espectáculos de Alcobaza Cine-Teatro.
Pronto, después de acabada la gira de Digital Atmosphere, Ricardo Braga dejó la banda y The Gift era ahora un grupo de cuatro miembros, una vez más. En 1998, crearon su propio sello discográfico, La Folie, con el visionario objetivo de liberar un registro nuevo e independiente.

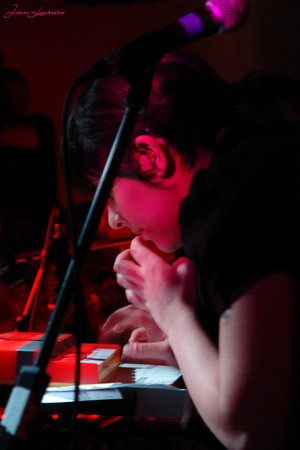
Sónia Tavares, The Gift - foto de João Loureiro

## Discografía

### Álbumes
- Digital Atmosphere (1997)
- Vinyl (1998)
- Film (2001)
- AM-FM (2004)
- Fácil de Entender (2006)
- Explode (2011)
- Primavera (2012)
- Altar (2017)
- Verão (2019)

### Sencillos
De Vinyl
- "Ok! Do You Want Something Simple?" (1999)
- "Real (Get Me For...)" (1999)
- "Truth" (2000)

De Film
- "Water Skin" (2001)
- "Question of Love" (2001)

De AM-FM
- "Driving You Slow" (2004)
- "11:33" (2005)
- "Music" (2005)

De Fácil de Entender
- "Fácil de Entender" (2006)

De Explode
- "RGB" (2011)

## Premios
- 2005 - Premio MTV Europa al mejor artista portugués Archivado el 3 de octubre de 2011 en Wayback Machine.